# Stephanie Finochiová
Stephanie Finochiová (* 1. prosince 1971) je americká dublérka a bývalá profesionální wrestlerka a manažerka. Nejvíce je známa spíše pod svým ringovým jménem Trinity a pro své působení v Total Nonstop Action a World Wrestling Entertainment.

## Filmografie
- Homicide (1991)
- Anakonda (1997)
- U Turn (1997)
- USMA West Point (1998)
- Napiš si svou smrt (1999)
- Last Request (1999)
- Tic Code (1999)
- Horečka (1999)
- Jesus' Son (1999)
- Stringer (1999)
- Rabín, kněz a krásná blondýna (2000)
- Nora (2000)
- Frekvence (2000)
- Big Money Hustlas (2000)
- Pollock (2000)
- Prince of Central Park (2000)
- Brooklyn Babylon (2001)
- Česká spojka (2002)
- Myšák Stuart Little 2 (2002)
- Nebezpečná známost (2002)
- Solos (2003)
- Beat (2003)
- Daredevil (2003)
- Škola ro(c)ku (2003)
- Nikki and Nora (2004)
- Věčný svit neposkvrněné mysli (2004)
- Spider-Man 2 (2004)
- Taxi (2004)
- Coalition (2004)
- Before Sundown (2005)
- Strangers with Candy (2005)
- Válka světů (2005)
- World Trade Center (2006)
- Knock, Knock (2007)
- Bourneovo ultimátum (2007)
- Probuzení (2007)
- Indiana Jones a Království křišťálové lebky (2008)
- Po přečtení spalte (2008)
- Dvojí hra (2009)
- Sex ve městě 2 (2010)
- Jesse (2011)
- Night Never Sleeps (2012)

### Televize
- Oz (2002)
- Chiller Cinema (2003)
- Sex ve městě (2003)

## Osobní život
Finochiová se narodila a vyrůstala na Long Island v New Yorku kde v roce 1989 vystudovala Lindenhurstskou střední školu a v roce 1994 absolvovala Dowlingskou vysokou školu s titulem bakaláře. V roce 2000 se vrátila do Dowlingu a získala magisterský titul.
Má více než dvacet let zkušenosti jako tanečnice a je certifikovaná instruktorka aerobiku. Má prsní implantáty které si nechala udělat v době působení pro Ohio Valley Wrestling.

## Ve wrestlingu
- Zakončovací chvaty
  - Fall From Grace (Moonsault)
- Ostatní chvaty
  - Backhand chop
  - Body slam
  - Diving crossbody
  - Dragon suplex
  - Fujiwara armbar
  - Hurricanrana
  - Missile dropkick
  - Powerslam
  - Shooting star press
- Manažeři
  - Divine Storm (Chris Divine a Quite Storm)
  - Full Blooded Italians (Little Guido, Tony Mamaluke, a Big Guido)
  - Glenn Gilbertti
  - Kid Kash
  - Phi Delta Slam (Bruno Sassi a Big Tilly)
  - Chris Sabin
  - Michael Shane
  - Johnny Swinger

## Šampionáty a ocenění
- CyberSpace Wrestling Federation
  - CSWF Women's šampionka (1krát)
- Total Nonstop Action Wrestling
  - Knockout roku (2003)